# توسع قصبي

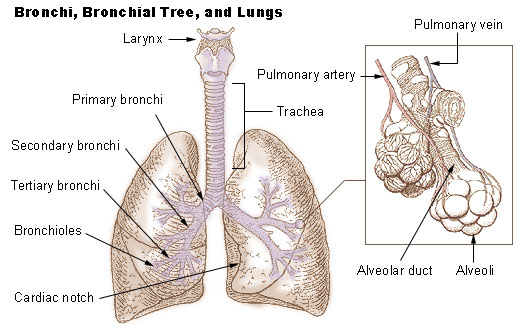

التوسع القصبي (بالإنجليزية: Bronchodilatation)‏ هي عملية توسع الشعب الهوائية في الرئة نتيجة ارتخاء العضلات الملساء المحيطة. العملية المعاكسة تسمى بالتضيق القصبي.
إن الدواء الذي يسبب توسع الشعب الهوائية يدعى بالموسع القصبي.